# Jamal Mubarak
Jamal Mubarak Abdulrahman (arabe : جمال مبارك عبد الرحمن) (né le 21 mars 1974 au Koweït) est un footballeur international koweïtien, qui évoluait au poste de défenseur.

## Biographie

### Carrière en sélection
Avec l'équipe du Koweït, il joue 108 matchs (pour 9 buts inscrits) entre 1994 et 2004[réf. nécessaire]. 
Il figure dans le groupe des sélectionnés lors de la coupe d'Asie des nations de 2000. Il participe également aux JO de 2000.
Il joue enfin 16 matchs comptant pour les tours préliminaires de la coupe du monde, lors des éditions 1998 et 2002.

## Palmarès
Avec le Qadsia SC, Jamal Murabarak remporte plusieurs titres nationaux et internationaux dont titre le plus prestigieux est la Coupe du golfe des clubs champions remporté en 2005. Il est également finaliste de l'édition en 2007 mais battu par le club arabe deu Ettifaq FC. Il est champion du Koweït en 2005 et vainqueur de la Coupe du Koweït en 2007. Il remporte aussi la Coupe Crown Prince du Koweït à deux reprises en 2005 et 2006.